# Kuçova
Kuçova (albanisch auch Kuçovë, von 1950 bis 1991 Qyteti Stalin [Stalinstadt]) ist eine Industriestadt in Mittelalbanien. Die Stadt hat 12.629 Einwohner (Volkszählung 2023). Der Ort liegt am Rande der Myzeqe-Ebene in Mittelalbanien rund 10 Kilometer nördlich von Berat und 60 Kilometer Luftlinie südlich von Tirana.

## Gemeinde
Kuçova ist Hauptort einer Gemeinde (bashkia) mit 31.077 Einwohnern (2023). Zum Gemeindegebiet gehören auch noch die bis 2015 selbständigen Gemeinden (komuna) Kozara (5775 Einwohner), Lumas (3476 Einwohner) und Perond (9197 Einwohner). Das Gebiet umfasst den ehemaligen Kreis Kuçova sowie die Gemeinde Lumas, die zum Kreis Berat gehörte. Die vier ehemaligen Gemeinden sind heute Njësitë administrative (Verwaltungseinheiten) innerhalb der Bashkia Kuçova.

## Geschichte
Kuçova ist Zentrum der albanischen Erdöl-Industrie, das in der Region seit 1928 gefördert wird. Als einer der wichtigsten Industriestandorte im Land war Kuçova 1936 auch Schauplatz des ersten Arbeiterstreiks in Albanien.
Im Zweiten Weltkrieg wurde Kuçova am 11. Mai 1943, am 23. Juli 1944 sowie am 26. Juli 1944 von der 15. US-Luftflotte angegriffen.
Die Stadt entwickelte sich erst in den 1950ern mit sowjetischer Hilfe, weshalb sie am 10. Juli 1951 den Namen Qyteti Stalin (deutsch Stalin-Stadt) erhielt. Das kleine Dorf Kuçova, das der geplanten Stadt an dieser Stelle vorausgegangen war, wurde 1689 erstmals erwähnt. Eine im 19. Dezember 1950 errichtete Stalin-Statue zierte lange das Stadtzentrum. Als Standort eines Militärflugplatzes war die Stadt für Ausländer gesperrt. Der Flughafen, der auch über große Kavernen verfügt, wird noch immer von der albanischen Luftwaffe genutzt und wurde hierfür auch modernisiert. Die von realsozialistischer Architektur geprägte Industriestadt war Sinnbild für den industriellen  Fortschritt des Landes. Die Bevölkerungszahl stieg von 6400 Einwohnern im Jahr 1938 auf 32.000 Personen im Jahr 1980. Am 5. Januar 1991 wurde der Ort zurückbenannt. Kuçova ist nach dem Ende des Realsozialismus in Albanien verarmt und heruntergekommen. Fabriken, Kraftwerke und viele Ölquellen stehen still.
Im März 2024 wurde in Kuçova ein für 50 Millionen Euro sanierter und zum NATO-Luftwaffenstützpunkt umgebauter Militärflugplatz eingeweiht.

## Sehenswürdigkeiten
Im Schatten des an Sehenswürdigkeiten reichen Berat vermag Kuçova aber nicht nur denjenigen Besuchern etwas zu bieten, die sich für (kommunistische) Stadtplanung interessieren. Immerhin ist die Stadt mit öffentlichen Verkehrsmitteln von Berat aus gut zu erreichen und besitzt mit der zwei Kilometer außerhalb im Ort Perondi gelegenen Nikolaus-Kirche (Shën Kolli) eine seltene frühe Basilika mit hölzernem Dachstuhl aus dem 10. Jahrhundert. Dieser älteste Kirchenbautyp in Albanien ist hier vollständig erhalten und bietet sich an zum Vergleich mit den späteren Kuppelbauten in Berat. Zu sehen ist auch der einzige an einer byzantinischen Kirche angebaute Glockenturm im Land. Er stammt vermutlich aus dem 13. Jahrhundert.

## Söhne und Töchter der Stadt
- Koço Devole (* 1945), Drehbuchautor, Schauspieler und Komiker
- Greta Koçi (* 1991), Sängerin
- Aurel Demo (* 1996), Fußballspieler